# Terra Lliure
 (novembre 2022).
Si vous disposez d'ouvrages ou d'articles de référence ou si vous connaissez des sites web de qualité traitant du thème abordé ici, merci de compléter l'article en donnant les références utiles à sa vérifiabilité et en les liant à la section « Notes et références ».
Terra Lliure (« terre libre » en français) est une organisation armée luttant pour l'indépendance de l'ensemble des Pays catalans, qui a entre 1978 et 1995 commis environ 200 attentats, tuant une personne et en blessant plusieurs autres. Par ailleurs quatre activistes ont été tués au cours d'opérations terroristes.

## Histoire
À l'origine, la plupart de ses membres proviennent de l’Exèrcit Popular Català, du Front d'Alliberament Català et du PSAN-provisional, une scission du Partit Socialista d'Alliberament Nacional dels Països Catalans.
Durant son existence plus de 300 membres de l'organisation furent arrêtés.
En 1991, la majorités de ses membres abandonne la lutte armée en 1991 et se joignent à la Gauche républicaine de Catalogne. Le secteur minoritaire, baptisé « II Assemblea de Terra Lliure » se dissout en septembre 1995.

### Attaque contre Federico Jiménez Losantos
Le 21 mai 1981, un commando de Terra Lliure séquestre pendant environ deux heures le journaliste, écrivain et professeur de castillan Federico Jiménez Losantos ; Pere Bascompte (es) lui tire une balle dans la jambe et Jiménez Losantos est abandonné attaché à un arbre dans un terrain vague d’Esplugues de Llobregat. Il s'agit d'un acte de représaille contre un manifeste publié le 13 mars 1981 par le journal Diario 16 et signé par 3 000 intellectuels, dont Jiménez Losantos, dans lequel ceux-ci dénoncent la situation politique qu'ils considèrent comme « tentative de faire du catalan la seule langue officielle de Catalogne »,,,,,,,.
En 1978 (dans les premiers mois de la transition démocratique), Jiménez Losantos avait écrit un article intitulé « La cultura española y el nacionalismo » (« La culture espagnole et le nationalisme »), qui suscita une grande polémique, dans lequel il soutenait que le PSOE et le PCE se soumettaient aux idées des nationalismes périphériques, notamment du catalanisme, ce qu’il considérait comme une trahison de l’héritage de la gauche républicaine, de la lutte antifranquiste et des nombreux exilés de la guerre civile. En 1980, il s'était présenté sur la liste du Parti socialiste andalou (PSA) aux élections au Parlement de Catalogne, plateforme défendant les droits des Espagnols venus d’autres régions.
Après l'attaque, il quitta la Catalogne et s’installa à Madrid,. En tant que journaliste, il est devenu un opposant acharné contre les gouvernements autonomes du Pays basque et de Catalogne, notamment leurs systèmes éducatifs, qu’il accuse de mener un « génocide culturel »,,.

### L’«opération Garzón»
En 1992, une opération de police — essentiellement dirigée par le juge Baltasar Garzón, d’où son surnom d’operación Garzón (es) — conduit à l’arrestation de 45 personnes soupçonnées de lien avec l’ancienne organisation,. 18 d’entre eux seront condamnés par la Justice, l’enquête confirmant leur appartenance à Terra Lliure.
L’écho de l’affaire se trouve prolongé à la suite de la dénonciation de tortures par certains détenus, qui débouche en 2004 sur une condamnation de l’État espagnol par la Cour européenne des droits de l'homme pour ne pas avoir enquêté sur ces accusations, tout en considérant que les preuves apportées sur les mauvais traitements alléguément subis sont insuffisantes,.